# Comté de Yellowhead
Le comté de Yellowhead (anglais : Yellowhead County) est un district municipal situé dans la province d'Alberta, au Canada.

## Communautés et localités

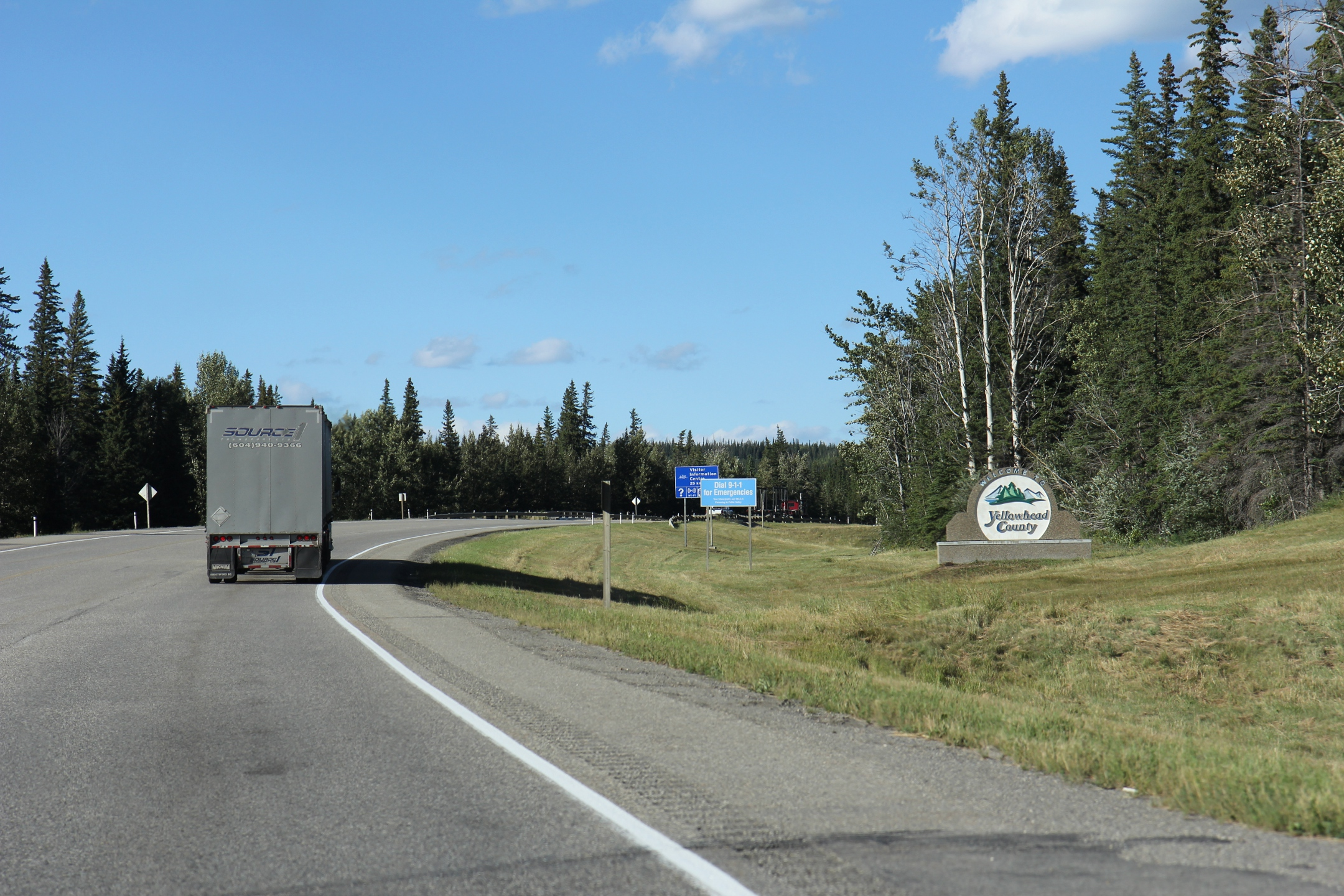
Entrer dans le comté de Yellowhead sur la Route Yellowhead

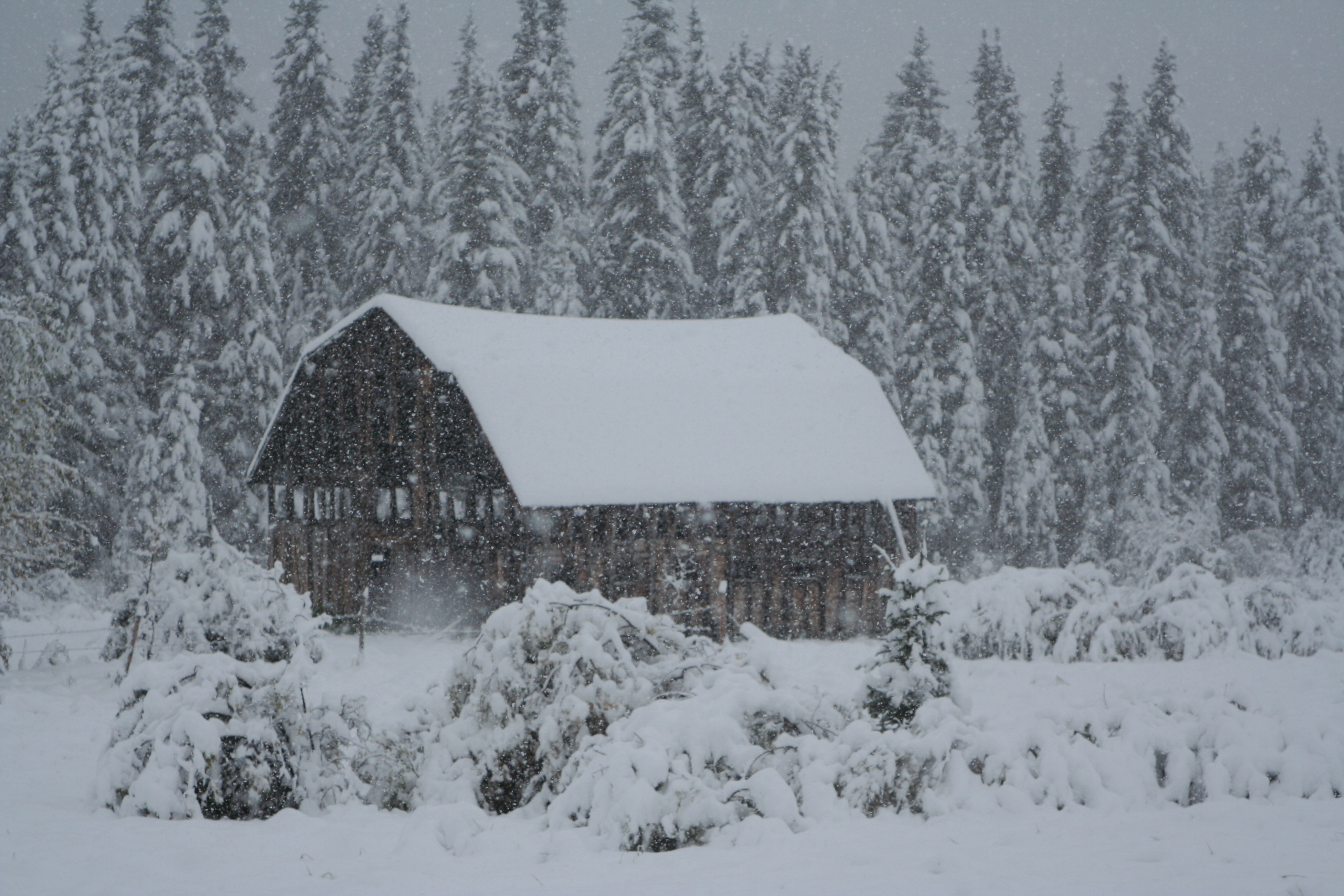
Hiver à Embarras

Bourgs
- Edson
- Hinton

Autres
- Tollerton

Hameaux
- Brûlé
- Cadomin
- Evansburg
- MacKay
- Marlboro
- Niton Junction
- Peers
- Pinedale
- Pine Shadows
- Robb
- Wildwood

Localités
- Ansell
- Balkan
- Basing
- Bickerdike
- Branch Inn Trailer Court
- Brule Mines
- Brûlé Mines
- Bryan
- Calvert
- Carrot Creek
- Chip Lake
- Coal Valley
- Coalspur
- Dalehurst
- Diss
- Drinnan
- Embarras
- Entrance
- Erith
- Erith Tie
- Fidler
- Foothills
- Galloway
- Granada
- Grave Flats
- Gregg Subdivision
- Haddock
- Hanlon
- Hansonville
- Hargwen
- Hattonford
- Hoff
- Holloway
- Hornbeck
- Kaydee
- Leaman
- Leyland
- Lobstick
- Lovettville
- Luscar
- Mahaska
- Matthews Crossing
- McLeod River
- McLeod Valley
- Medicine Lodge
- Mercoal
- Mountain Park
- Mountain View Estates
- Niton
- Nojack ou No Jack
- Northville
- Obed
- Oke
- Old Entrance
- Park Court
- Pedley
- Pembina Forks
- Pine Dale Subdivision
- Pine Shadows
- Pinedale Estates
- Pioneer
- Rangeton
- Ravine
- Reco
- Rosevear
- Shaw
- Shining Bank
- Solomon
- Steeper
- Sterco
- Styal
- Swan Landing
- Trade Winds Trailer Court
- Two Rivers Estates
- Weald
- Wild Hay
- Wolf Creek
- Yates

## Démographie
| 2001  | 2006   | 2011   | 2016   |
| ----- | ------ | ------ | ------ |
| 9 881 | 10 045 | 10 469 | 10 995 |